# Nord du Ceará
 (février 2025).
Si vous disposez d'ouvrages ou d'articles de référence ou si vous connaissez des sites web de qualité traitant du thème abordé ici, merci de compléter l'article en donnant les références utiles à sa vérifiabilité et en les liant à la section « Notes et références ».
Le nord du Ceará est l'une des 7 mésorégions de l'État du Ceará, au Brésil. Elle regroupe 36 municipalités groupées en 8 microrégions.

## Données
La région compte 969 534 habitants pour 21 059 km2.

## Microrégions[1]
La mésorégion du nord du Ceará est subdivisée en 8 microrégions:
- Baixo Curu
- Baturité
- Canindé
- Cascavel
- Chorozinho
- Itapipoca
- Médio Curu
- Uruburetama